# Klášter Königsfelden
Klášter Königsfelden je bývalý klášter františkánů a klarisek ve Windischi ve švýcarském kantonu Aargau.

## Historie
Klášter byl založen roku 1308 čerstvě ovdovělou římskou královnou Alžbětou Goricko-Tyrolskou na památku zavražděného manžela Albrechta I. Královna vdova se společně se syny snažila dopadnout účastníky vražedného spiknutí, nakonec také do kláštera vstoupila a roku 1313 zde zemřela.
Od roku 1317 žila v Königsfeldenu i Alžbětina dcera Anežka, vdova po uherském králi Ondřejovi. Během Anežčina působení klášter vzkvétal, úpadek přišel po roce 1364, kdy štědrá donátorka zemřela.
Klášter byl zrušen roku 1528. V 19. století byla většina klášterních budov zbourána, dnes je zde psychiatrická klinika.
Klášterní kostel byl postaven v letech 1310–1330 a většina vitráží v jeho oknech je původních ze 14. století. Kromě biblických výjevů obsahují cyklus zobrazení příslušníků habsburského rodu, blízkých příbuzných zavražděného Albrechta I.

## Galerie

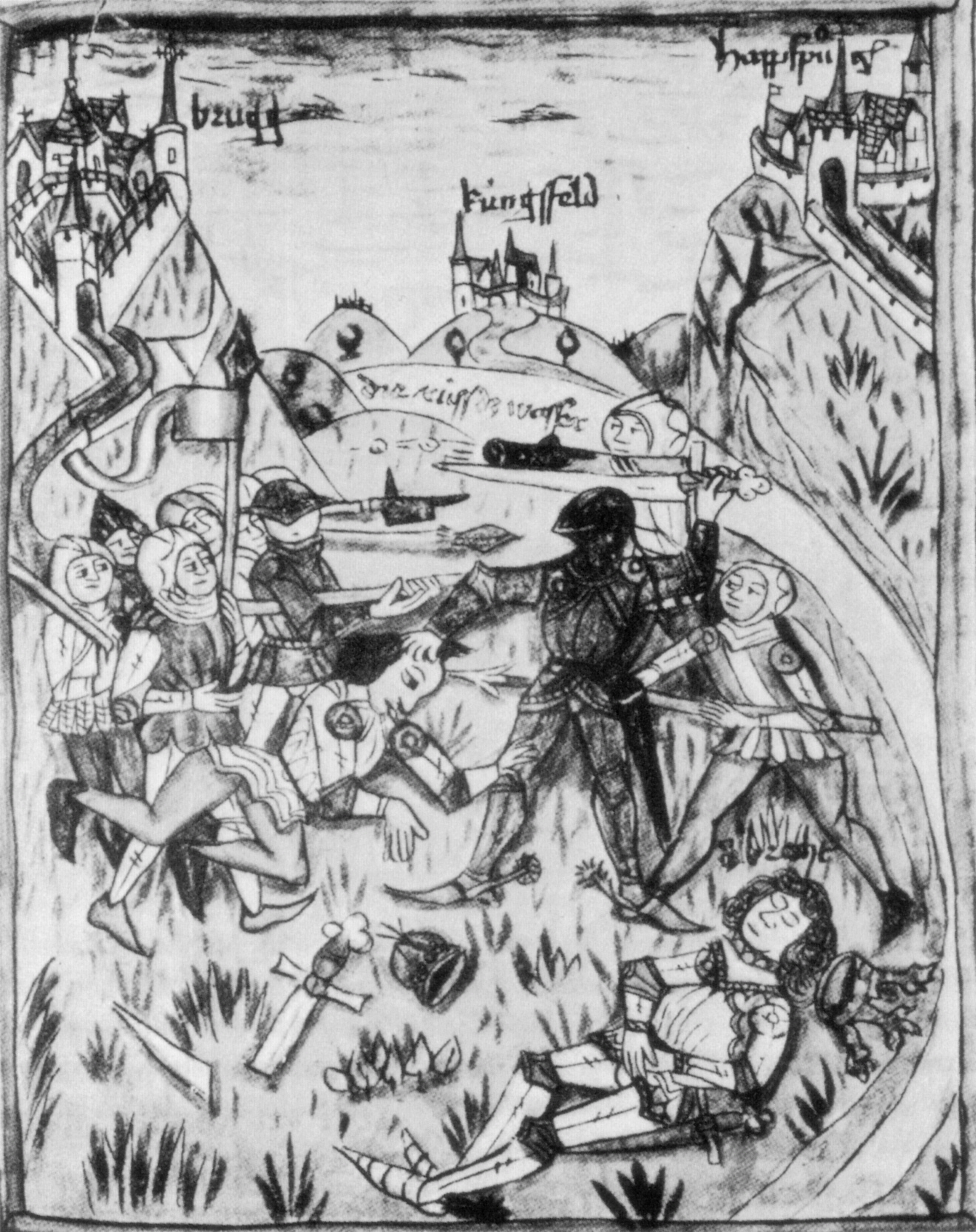
Zavraždění Albrechta I.
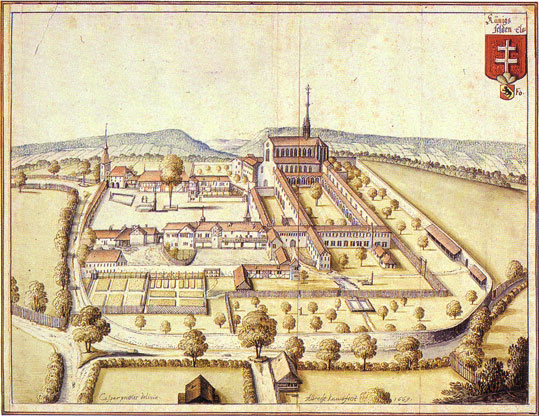
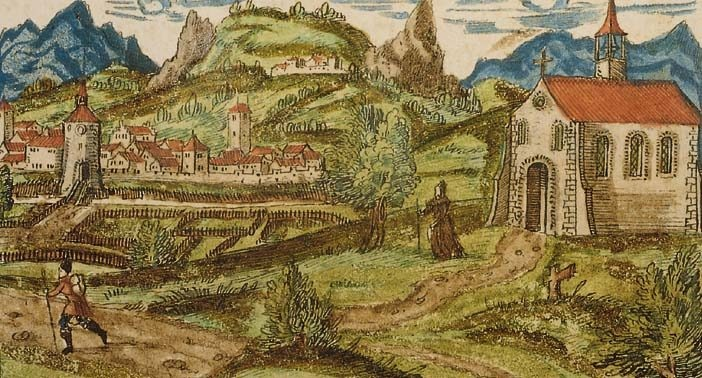
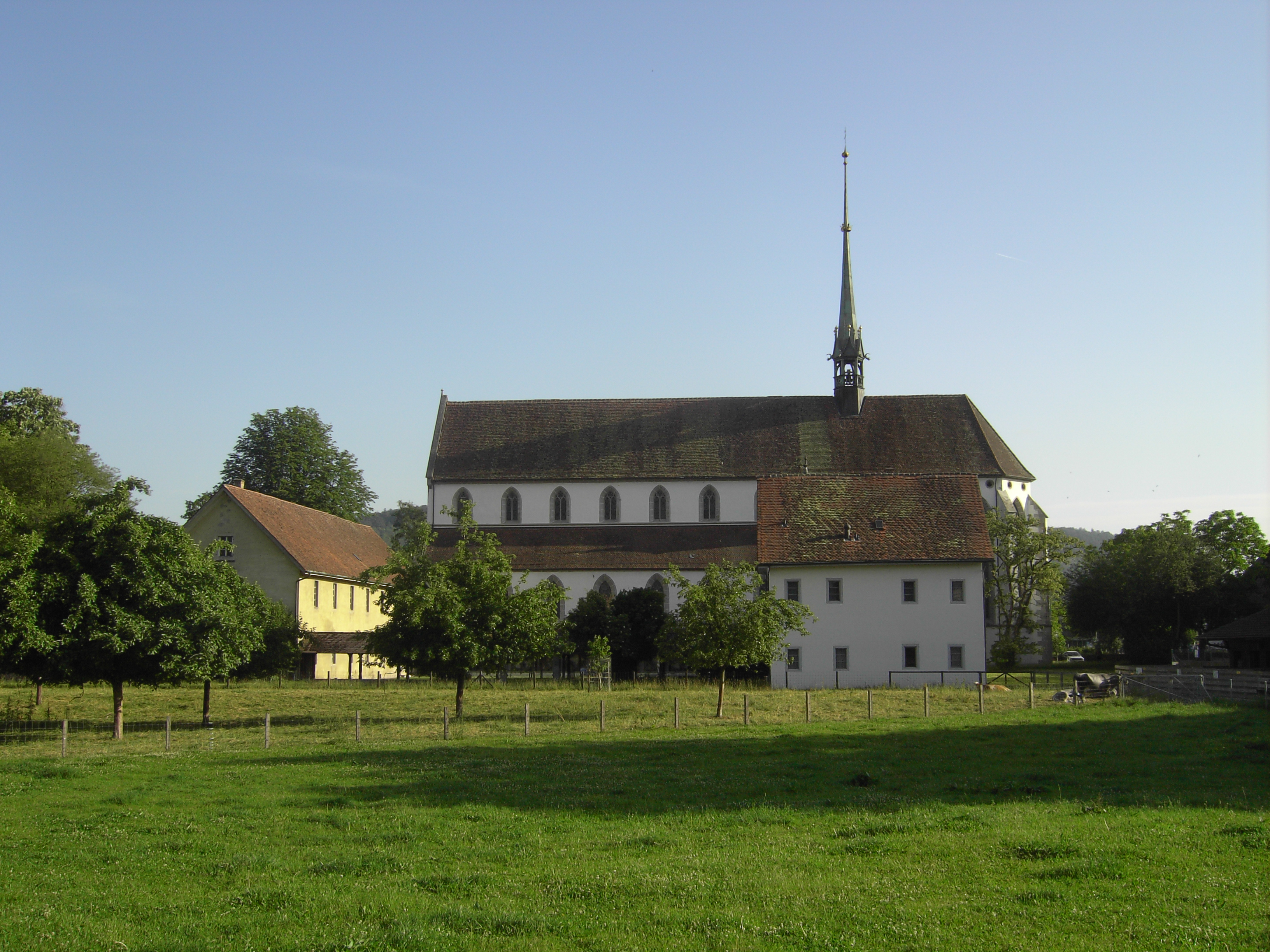
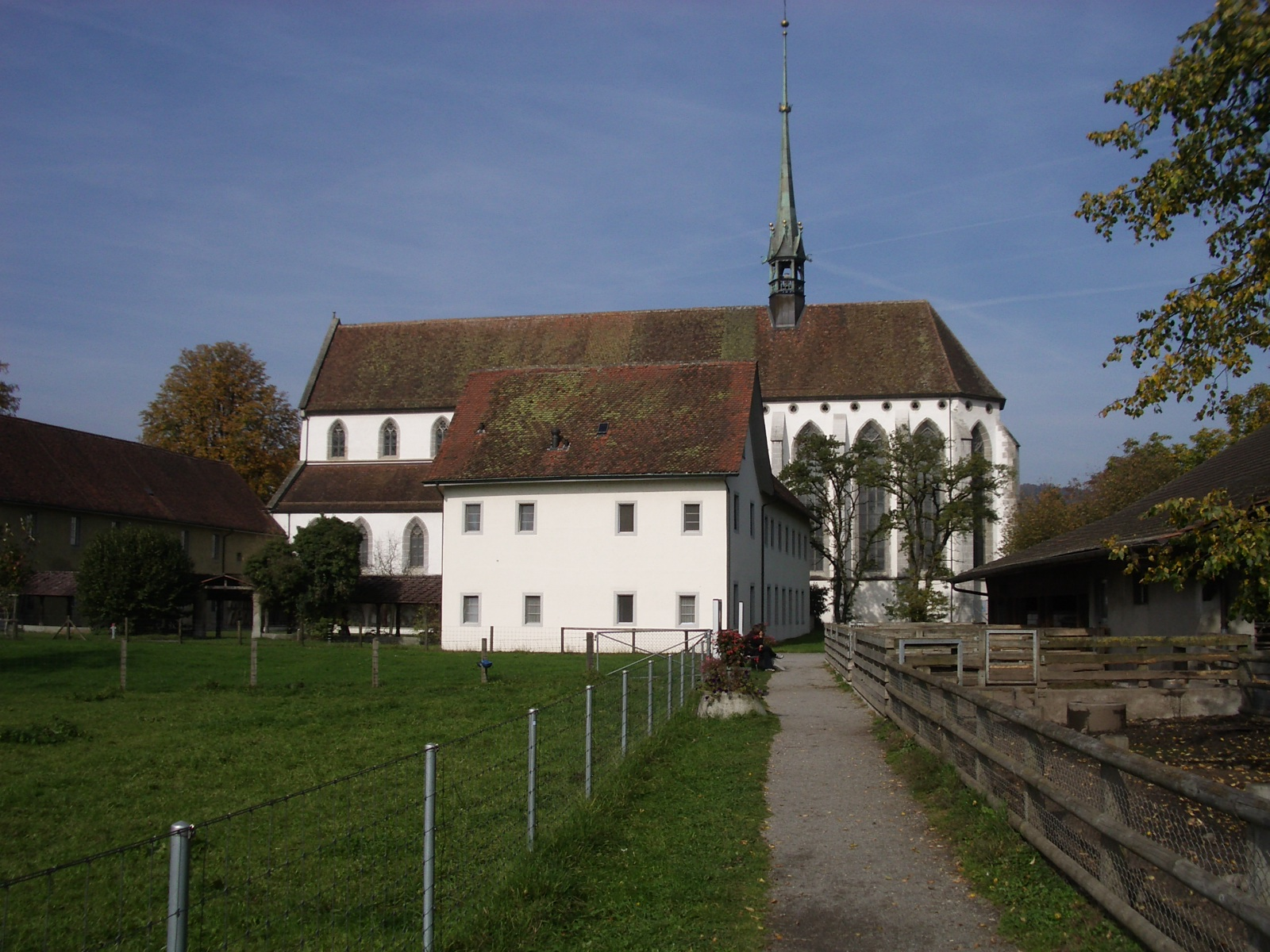
pohled od jihu
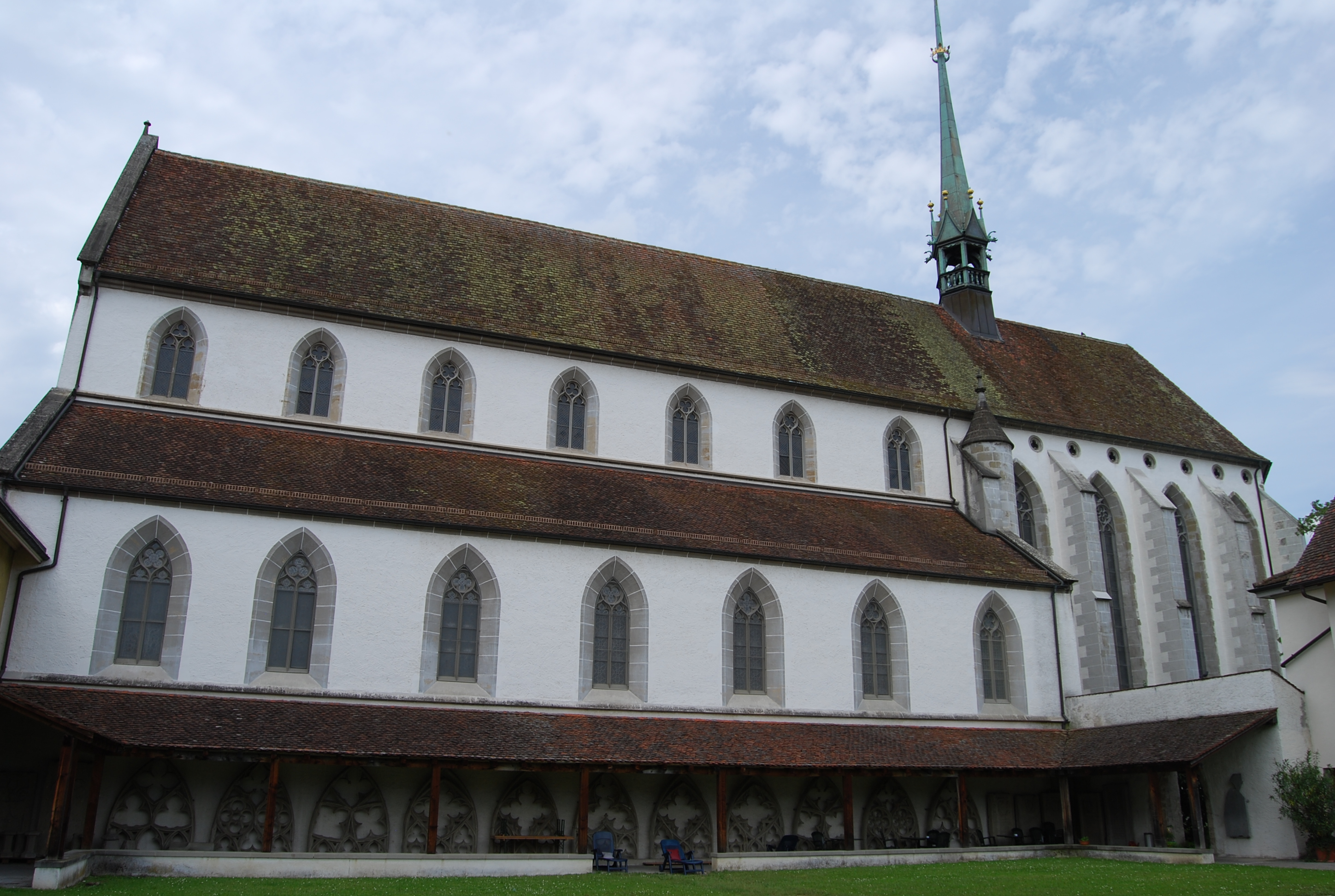
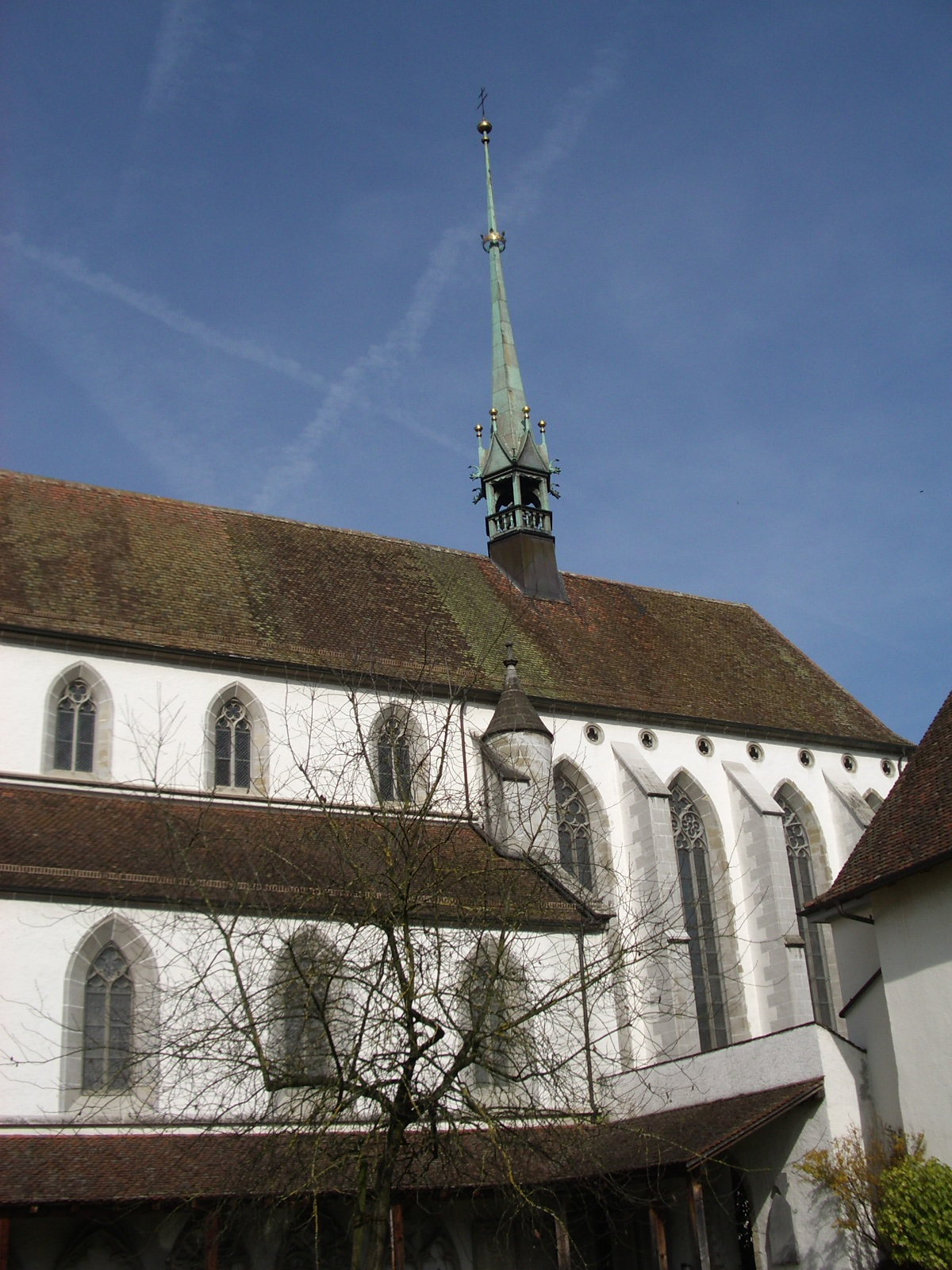
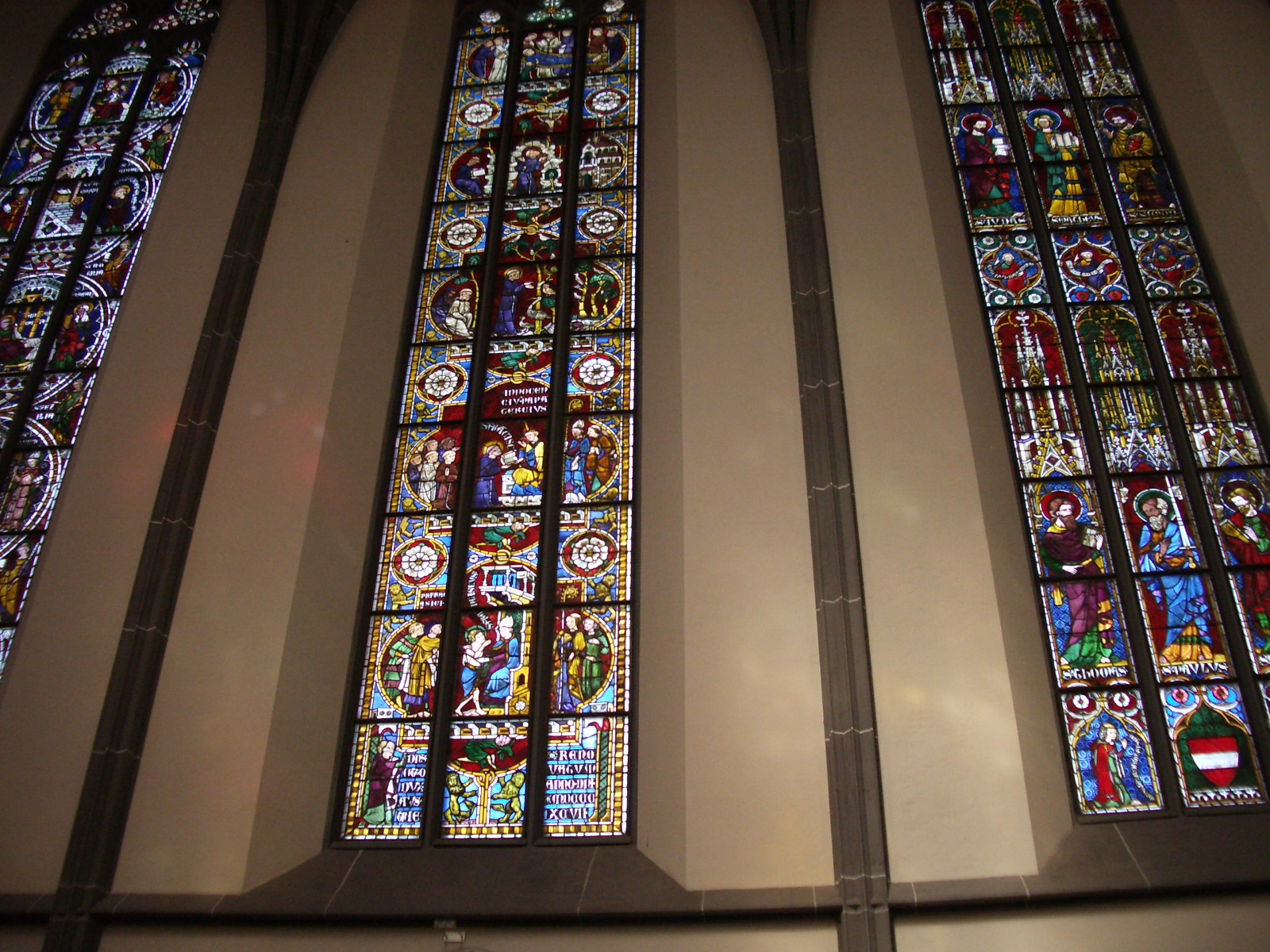
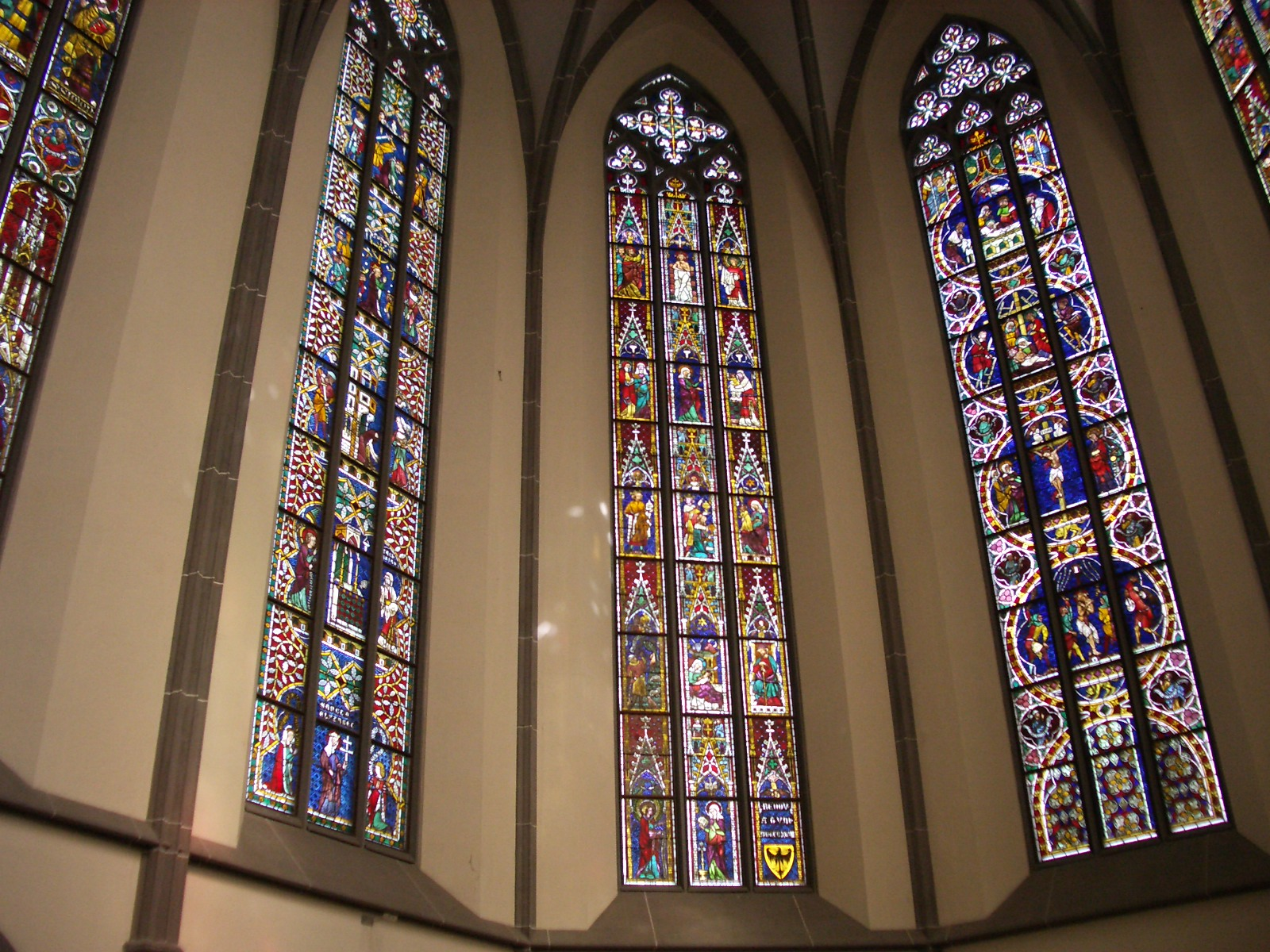
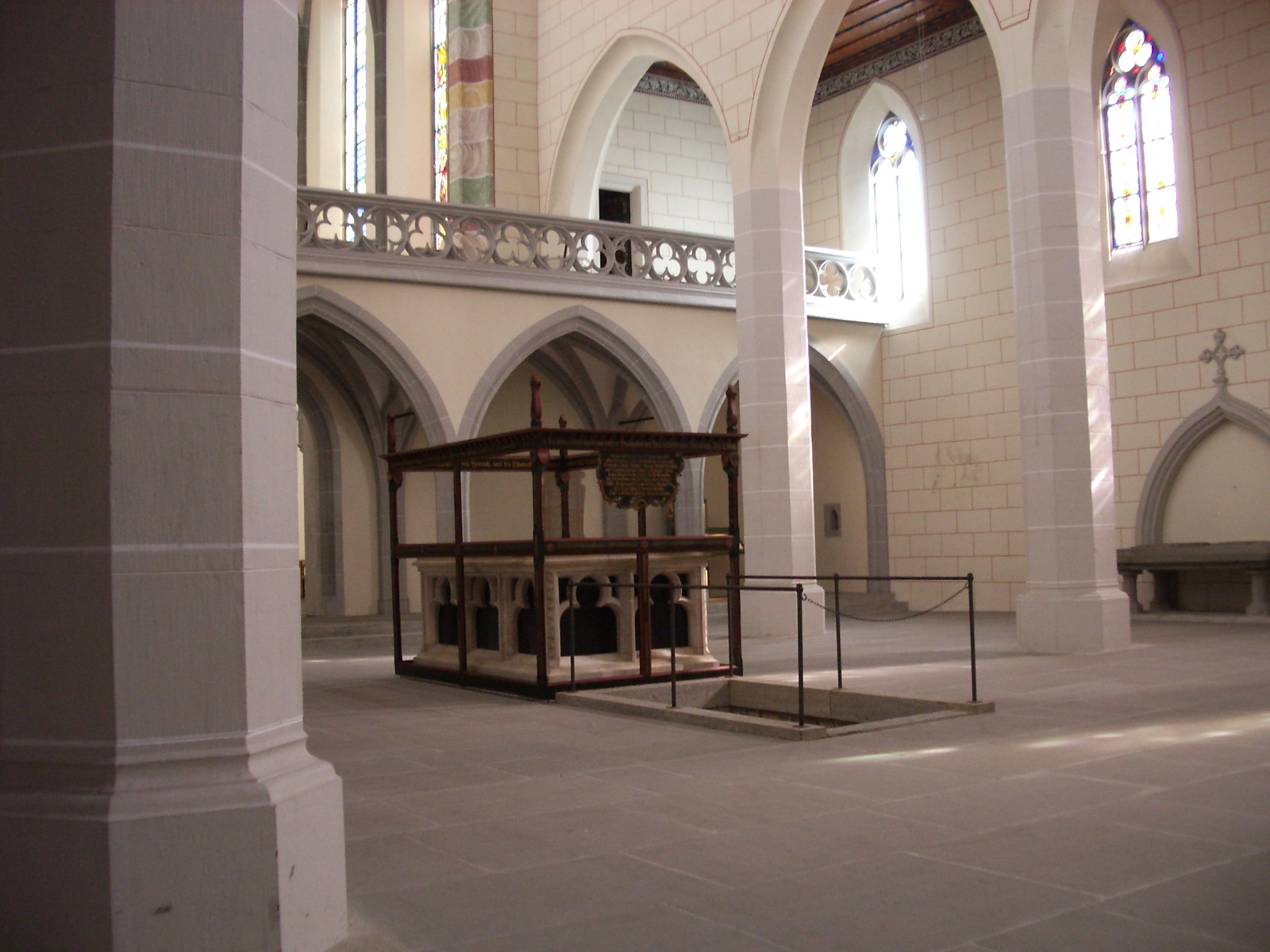
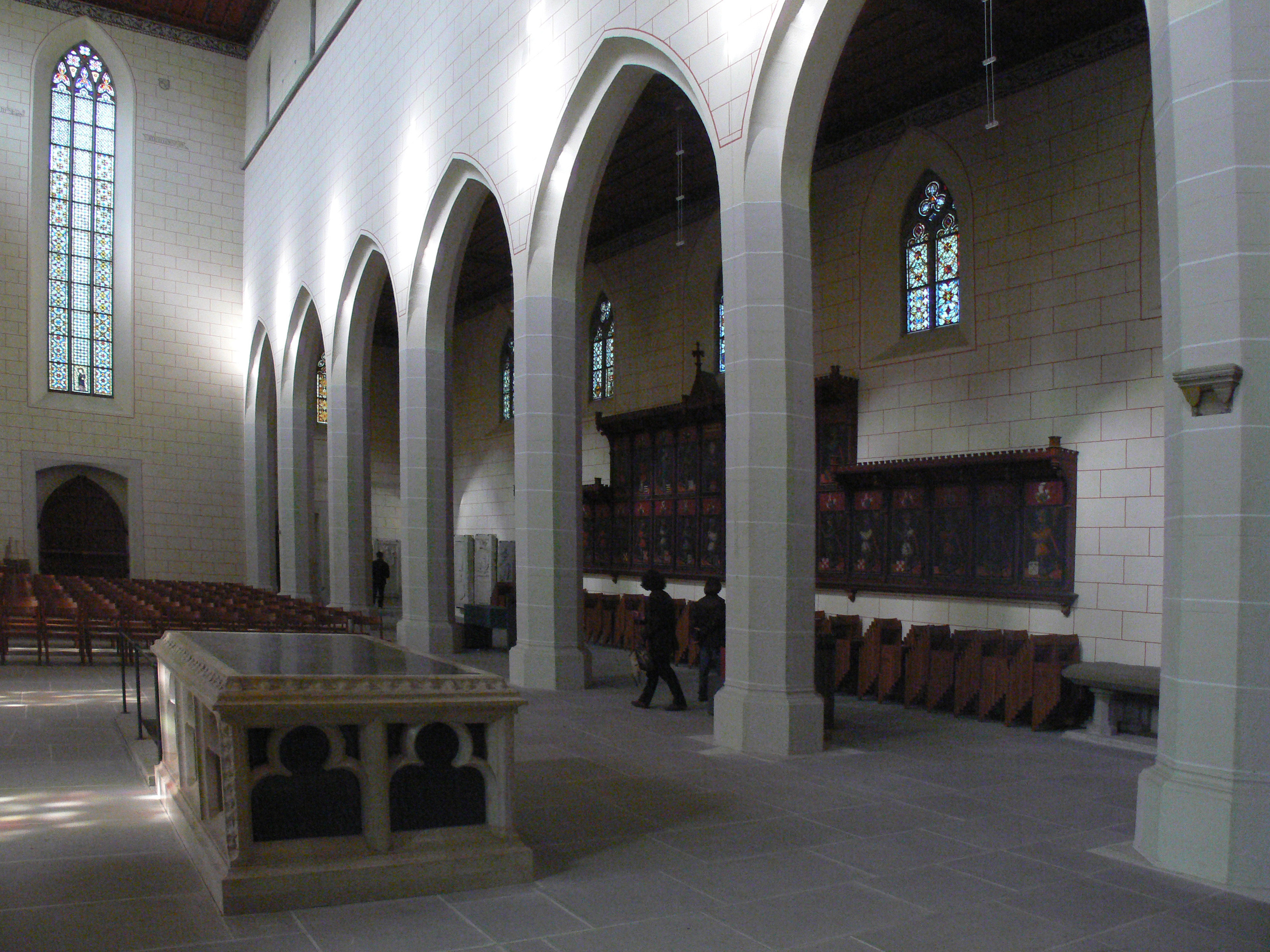
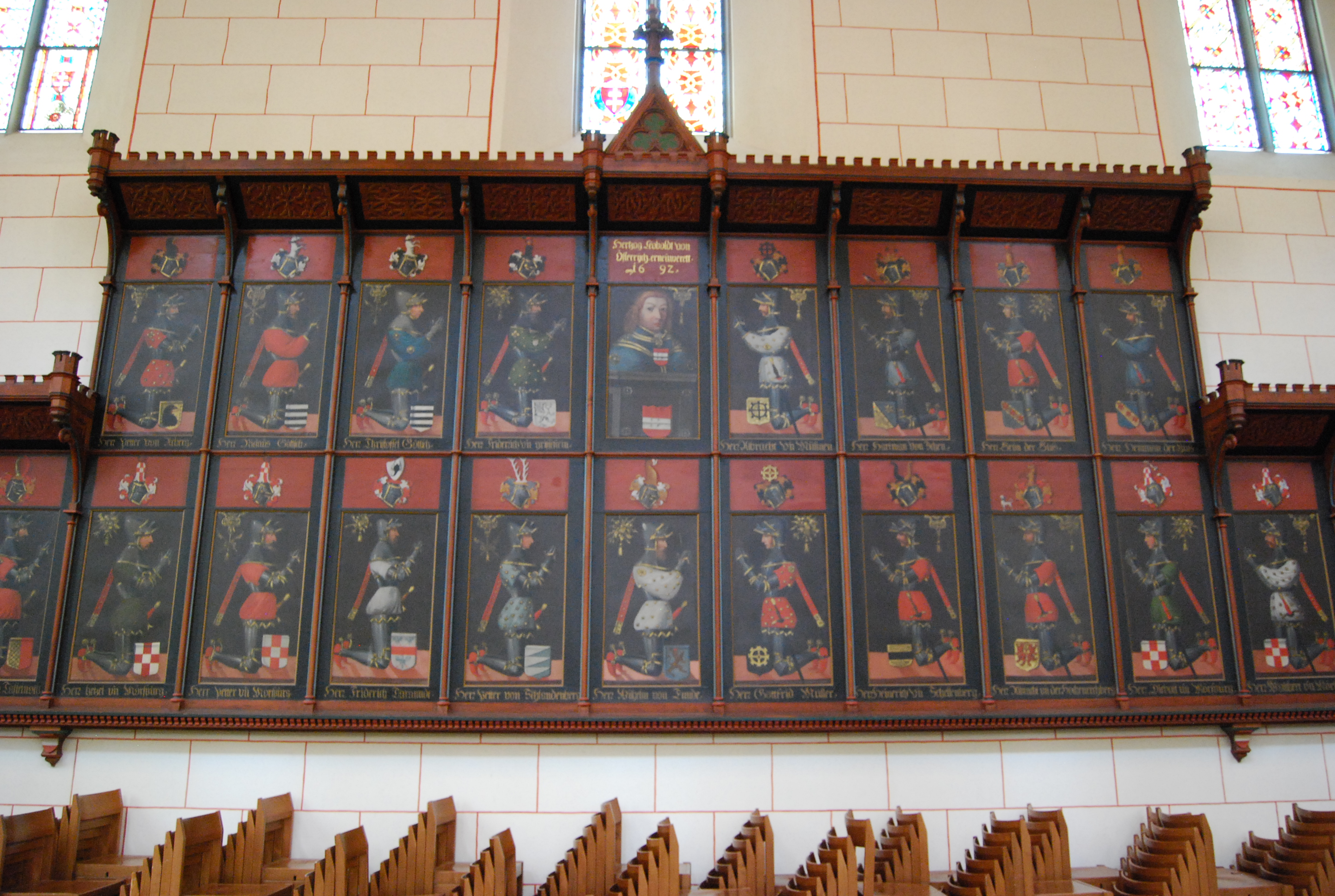
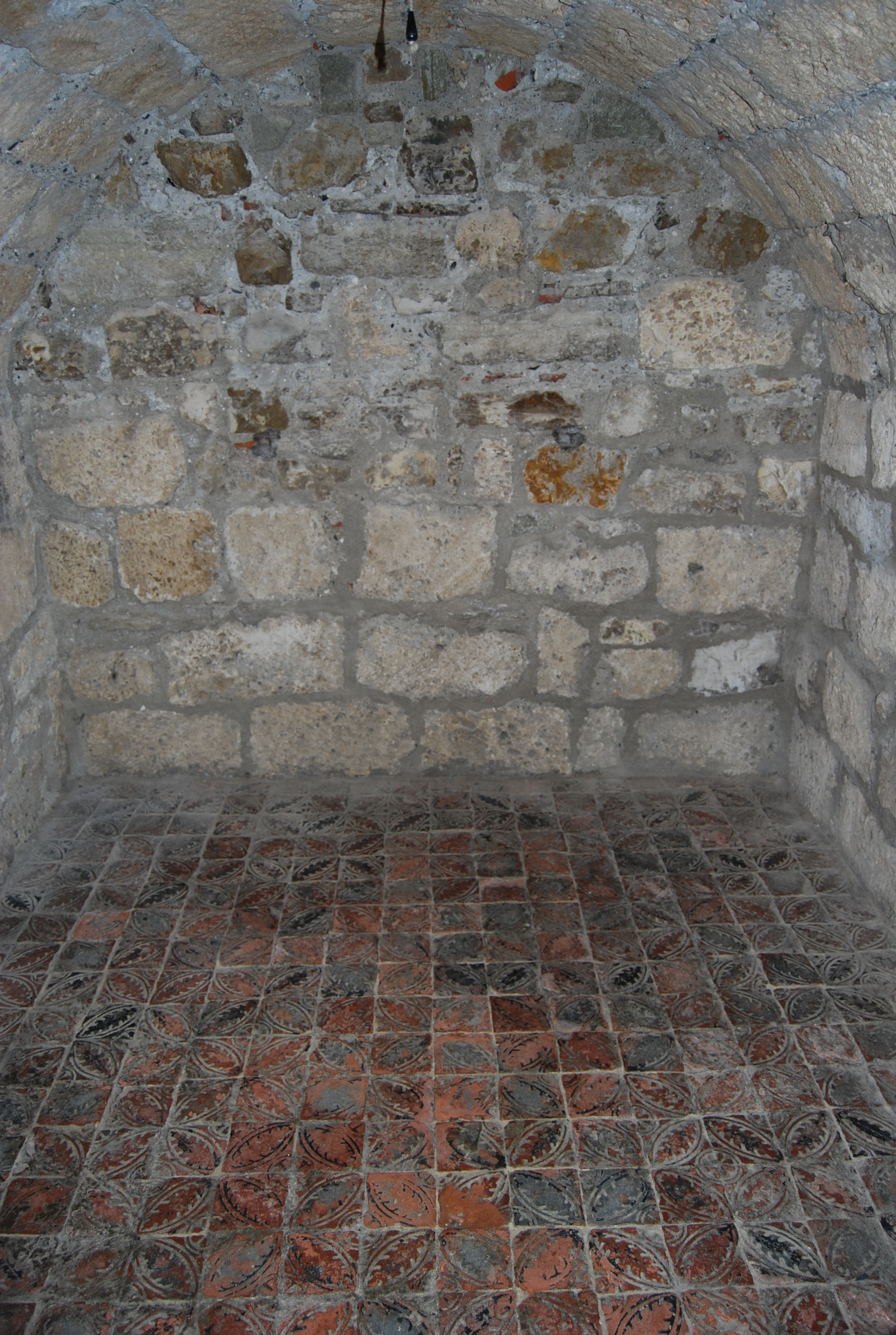